# Муракамі Харукі
Муракамі Харукі (яп. 村上 春樹; нар. 12 січня 1949, Кіото) — японський письменник і перекладач. Його твори перекладені 50 мовами світу.

## Біографія
Народився 12 січня 1949 року в Кіото. Дитинство провів у портовому місті Кобе. Змалку читав твори англійських письменників, спілкувався з іноземцями і ще в молодості зрозумів, що японська література потребує серйозної модернізації.
Дід — буддистський священник, утримував невеликий храм. Батько викладав у школі японську мову та літературу, а у вільний час також займався буддистським просвітництвом. Муракамі навчався за фахом «класична драма» на відділенні театральних мистецтв університету Васеда. 1950 року сім'я письменника переїхала до м. Асія — передмістя порту Кобе (префектура Хіого). 1974 року Муракамі відкрив свій джаз-бар «Пітер Кет».
На початку 1990-х вів ток-шоу для опівнічників на одному з комерційних каналів в Токіо, де розмовляв про західну музику й субкультуру. Випустив кілька фотоальбомів і путівників по західній музиці, коктейлях і кулінарії. Відомий своєю колекцією з 40 тисяч джазових платівок.
У 1980 році Муракамі продав бар, а на життя вирішив заробляти своїми творами. І не помилився. 1982 року він завершив «Полювання на овець», отримавши премію Нома у категорії нових авторів. З цього роману почався його шлях до мільйонних тиражів і всесвітньої популярності. Про цю книгу автор говорить: «…від оповідання я отримував небувале почуття задоволення. Коли ви читаєте цікаву історію, ви просто продовжуєте читати. Коли я пишу цікаву історію, я просто продовжую писати».
«Вівці», опубліковані через сім років у США, відкрили американцям абсолютно новий тип письменника. Це був прорив Муракамі на Захід, захоплені оглядачі з New York Times Book Review назвали його «міфотворцем тисячоліття».
1982 року за роман «Погоня за вівцею» Муракамі був визнаний гідним літературної премії Номі для письменників-початківців. Його наступний роман «Країна Див без гальм і Кінець Світу» одержав у 1985 році престижну премію Танідзакі. У 1996 році за книгу «Хроніки механічного птаха» письменник був нагороджений літературною премією Йоміурі.
1987 року Муракамі Харукі запросили викладати в Принстонському університеті (Нью-Джерсі), тому він переїхав жити до Сполучених Штатів. У 1992 році він йде викладати до університету ім. Вільяма Горварда Тафтса (Каліфорнія).
Теракт у Токійському метро і землетрус 1995 року в Кобе сильно приголомшили письменника й стали причиною повернення на батьківщину. Терактам, скоєним сектантами в Токіо, присвячена остання його робота «Underground», що є збірником розповідей жертв та свідків трагедії.

## Особисте життя
Одружений, дітей не має. Письменник веде здоровий спосіб життя, кинув курити, захоплюється плаванням, марафонським бігом і щороку бере участь у декількох марафонах.
Муракамі полюбляє музику, а його колекція записів налічує близько 40 000 примірників.[джерело?]

## Перекладацька діяльність
Переклав з англійської на японську ряд творів Скотта Фіцджеральда, Трумена Капоте, Джона Ірвинга, Джерома Селінджера, Раймонда Карвера та інших американських прозаїків кінця XX століття, а також казки ван Альсбурга й Урсули Ле Гуїн.

## Активізм
Муракамі заявив, що для Китаю та Кореї природно й далі відчувати образу на Японію за її агресію під час війни. «По суті, японці, як правило, не мають уявлення про те, що вони також були нападниками, і ця тенденція стає чіткішою», — сказав він. В іншому інтерв'ю Муракамі заявив: «Питання історичного розуміння має велике значення, і я вважаю, що важливо, щоб Японія приносила прямі вибачення. Я думаю, що це все, що Японія може зробити — вибачитися, поки країни не скажуть: „Ми ще не цілком змирилися з цим, але ви вибачалися достатньо. Гаразд, давайте залишимо це зараз“».
У 2022 році Харукі Муракамі під час Російського вторгнення в Україну, що є частиною Російсько-Української війни, підтримав Україну. Письменник провів спецвипуск на радіо, закликаючи до миру. Він складався з близько десяти музичних композицій. Програма Харукі Муракамі називається «Радіо Муракамі». Звучить на хвилі Tokyo FM та інших радіостанціях з мережі 38 FM.

### Романи
| Рік       | Назва                                       | Оригінальна назва                                                                                       | Англійська назва                                            | Примітки                      |
| --------- | ------------------------------------------- | --- | ----------------------------------------------------------- | ----------------------------- |
| 1979      | Слухай пісню вітру                          | 風の歌を聴け Kaze no uta wo kike                                                                        | Hear the Wind Sing                                          | Перша частина «Трилогії Щура» |
| 1980      | Пінбол 1973                                 | 1973年のピンボール 1973-nen-no pinbooru                                                                 | Pinball, 1973                                               | Друга частина «Трилогії Щура» |
| 1982      | Погоня за вівцею                            | 羊をめぐる冒険 Hitsuji o meguru bōken                                                                   | A Wild Sheep Chase                                          | Третя частина «Трилогії Щура» |
| 1985      | Країна Див без гальм і Кінець Світу         | 世界の終わりとハードボイルド・ワンダーランド Sekai no owari to hâdoboirudo wandārando                   | Hard-Boiled Wonderland and the End of the World             |                               |
| 1987      | Норвезький ліс                              | ノルウェイの森 Noruwei no mori                                                                          | Norwegian Wood                                              |                               |
| 1988      | Танцюй, Танцюй, Танцюй                      | ダンス・ダンス・ダンス Dansu dansu dansu                                                                | Dance, Dance, Dance                                         | Продовження «Трилогії Пацюка» |
| 1992      | На південь від кордону, на захід від сонця  | 国境の南、太陽の西 Kokkyō no minami, taiyō no nishi                                                     | South of the Border, West of the Sun                        |                               |
| 1994,1995 | Хроніка заводного птаха                     | ねじまき鳥クロニクル Nejimaki-dori kuronikuru                                                           | The Wind-Up Bird Chronicle                                  | Роман у трьох книгах          |
| 1999      | Мій любий «Супутник»                        | スプートニクの恋人 Spūtoniku no koibito                                                                 | Sputnik Sweetheart                                          |                               |
| 2002      | Кафка на пляжі                              | 海辺のカフカ Umibe no Kafuka                                                                            | Kafka on the Shore                                          |                               |
| 2004      | Після темряви                               | アフターダーク Afutādāku                                                                                | After Dark                                                  |                               |
| 2009      | 1Q84                                        | 1Q84 Ichi-kyū-hachi-yon                                                                                 |                                                             |                               |
| 2013      | Безбарвний Цкуру Тадзакі та роки його прощі | 色彩を持たない多崎つくると、彼の巡礼の年 Shikisai wo motanai Tasaki Tsukuru to, Kare no Junrei no Toshi | The colorless Tsukuru Tasaki and the year of his pilgrimage |                               |
| 2017      | Вбивство командора                          | 騎士団長殺し Kishidanchō-goroshi                                                                        | Killing Commendatore                                        |                               |

### Збірки оповідань
| Рік  | Назва                          | Оригінальна назва                                           | Англійська назва                                                              |
| ---- | ------------------------------ | ----------------------------------------------------------- | ----------------------------------------------------------------------------- |
| 1983 | Повільним човником в Китай     | Chugoku-yuki no suro boto                                   | A Slow Boat to China                                                          |
| 1983 | Гарний день для кенгуру        | Kangaru-no biyori                                           | A Fine Day for Kangarooing                                                    |
| 1984 | Спалити сарай                  | Hotaru, Naya wo yaku, sono tano Tanpen                      | Firefly, Barn Burning and Other Short Stories                                 |
| 1986 | Повторний наліт на булочну     | Pan-ya Sai-Shugeki                                          | The Second Bakery Attack                                                      |
| 1990 | TV-Люди                        | TV Pihpuru-no gyaku-shugeki                                 | TV People                                                                     |
| 1993 |                                |                                                             | The Elephant Vanishes (збірка оповідань з різних збірників англійською мовою) |
| 1994 | Майже до сліз чужа мова        | Yagate Kanashiki Gaikokugo                                  | Eventually I feel lost in a foreign language                                  |
| 1995 | Павукоподібна мавпа в ночі     | Yoru-no Kumozaru                                            | Spider-monkey at Night                                                        |
| 1996 | Привиди Лексінгтона            | Rekishinton no Yuhrei                                       | Lexington Ghosts                                                              |
| 2000 | Всі божі діти можуть танцювати | 神の子どもたちはみな踊る Kami no kodomo-tachi wa mina odoru | After the Quake                                                               |
| 2005 | Загадки Токіо                  | 東京奇譚集 Tōkyō Kitanshū                                   | Blind Willow, Sleeping Woman                                                  |
| 2014 | Чоловіки без жінок             | 女のいない男たち Onna no inai otokotachi                    | Men Without Women                                                             |

2007 рік — «Про що я говорю, коли говорю про біг». Збірка автобіографічних нарисів, об'єднаних темою марафонського бігу.

## Екранізації
- Слухай пісню вітру (англ. Hear the Song of the Wind; 1980) за мотивами однойменного роману, режисер Казукі Оморі;
- Дівчина, вона — стовідсоткова (англ. A Girl, She Is 100%; 1983) короткометражний фільм за мотивами оповідання Про зустріч зі стовідсотковою дівчиною погожим квітневого ранку, режисер Тото Ямакава;
- Напад на пекарню (англ. Attack on a Bakery; 1985) короткометражний фільм за мотивами однойменного оповідання, режисер Тото Ямакава;
- Танці з гномами (швед. Dansa med dvärgar; 2003) короткометражний фільм за мотивами однойменного оповідання, режисер Емелі Карлссон Гра;
- Тоні Такітані (англ. Tony Takitani; 2004) екранізація оповідання Тоні Такія, режисер Джун Ічікава;
- На південь від кордону (пол. Na poludnie od granicy; 2006) епізод 53.2 Театру телебачення (Польща) за мотивами однойменного оповідання, режисер Лукаш Барчик;
- Всі Божі діти можуть танцювати (англ. All God's Children Can Dance; 2008) екранізація однойменного оповідання, режисер Роберт Логеваль;
- Норвезький ліс (англ. Norwegian Wood; 2010) екранізація однойменного роману, режисер Ань Хунг Тран;
- Другий напад на пекарню (англ. The Second Bakery Attack; 2010) короткометражний фільм за мотивами однойменного оповідання, режисер Карлос Куарон;
- Щоденник звуків (рос. Дневник звуков; 2012) український короткометражний фільм за мотивами оповідання Сліпа іва та спляча дівчина, режисер Гліб Лук'янець;
- Стовідсоткова дівчина (англ. The 100% Perfect Girl; 2015) американський короткометражний фільм за мотивами оповідання Про зустріч зі стовідсотковою дівчиною погожим квітневого ранку, режисер Йохан Ставсьо;
- Палаючий (англ. Burning; 2018) фільм за мотивами оповідання Спалити сарай, режисер Чанг-Іст Лі;
- Бухта Ханалей (англ. Hanalei Bay; 2018) фільм за мотивами однойменного оповідання, режисер Дайсі Мацунага[13];
- Сядь за кермо моєї машини (англ. Drive my car; 2021) фільм заснований на однойменній оповіді Харукі Муракамі з його збірки «Чоловіки без жінок», режисер Рюсуке Хамагуті.

## Переклади українською
- Харукі Муракамі. Погоня за вівцею; пер. з яп. І. П. Дзюба. — Х. : Фоліо, 2004. — 318 с. — (Серія «Література»). — ISBN 966-03-2581-9
- Харукі Муракамі. Танцюй, танцюй, танцюй. : [роман: У 2 т.]; пер. з яп. І. П. Дзюба. — Х. : Фоліо, 2005. Т. 1. — (Серія «Література»). — 350 с. — ISBN 966-03-2884-2
- Харукі Муракамі. Танцюй, танцюй, танцюй. : [роман: У 2 т.]; пер. з яп. І. П. Дзюба. — Х. : Фоліо, 2006. Т. 2. — (Серія «Література»). — 319 с. — ISBN 966-03-3115-0
- Харукі Муракамі. Хроніка заводного птаха; пер. з яп. І. П. Дзюба. — Х. : Фоліо, 2009. — 762 с. — ISBN 978-966-03-4754-0
- Харукі Муракамі. 1Q84. : роман: [у 3 кн.] Кн.1; пер. з яп. І. П. Дзюба. — Х. : Фоліо, 2012. — 505 с. — ISBN 978-966-03-5293-3
- Харукі Муракамі. 1Q84. : роман: [у 3 кн.] Кн.2; пер. з яп. І. П. Дзюба. — Х. : Фоліо, 2012. — 447 с. — ISBN 978-966-03-3579-0
- Харукі Муракамі. 1Q84. : роман: [у 3 кн.] Кн.3; пер. з яп. І. П. Дзюба. — Х. : Фоліо, 2012. — 543 с. — ISBN 978-966-03-5605-4
- Харукі Муракамі. Безбарвний Цкуру Тадзакі та роки його прощі; пер. з яп. О. В. Забуранної. Х. : КСД, 2017. — 304 с. — ISBN 978-617-12-2444-5
- Харукі Муракамі. Про що я говорю, коли говорю про біг. Переклад: Олександр Михельсон. Обкладинка: Ольга Штонда. Львів: Yakaboo Publishing, 2020. 160 стор., ISBN 978-617-7544-43-1

## Цитати
Світ без любові — все одно що вітер за вікном. Ні помацати його, ні вдихнути.
Раніше я думав, люди дорослішають рік від року, поступово так … А виявилося — ні. Людина дорослішає миттєво.
На світі не буває хибних думок. Бувають думки, які не збігаються з нашими, ось і все.
Чим старша людина, тим більше в її житті того, чого вже не виправити.
Все, що в нас зникає — навіть якщо воно зникає навіки, — залишає після себе дірки, що не заростають ніколи.

Обіймаючи один одного, ми ділимося своїми страхами.

Якщо кожен буде вірити, що все скінчиться добре, у світі не буде чого боятися.

Як не старайся, коли боляче — болить.

Потрібно вихлюпувати почуття назовні. Гірше, якщо перестати це робити. Інакше вони будуть накопичуватися та укріплятися всередині. А потім — вмирати.

Я не люблю самотність. Просто не заводжу зайвих знайомств. Щоб в людях зайвий раз не розчаровуватися.

Мабуть, серце ховається в твердій шкаралупі, то ж розколоти її дано не всім. Може, тому у мене до пуття не виходить любити.

Бути чесним один до одного та хотіти допомогти — ось головне.

Будь-яка порожнеча обов'язково чим-небудь заповнюється.

Людині дарується надія, і вона використовує її як паливо, щоб жити далі. Без надії ніяке «далі» неможливо.

Вся наша реальність складається з нескінченної боротьби між тим, що дійсно було, й тим, що не хочеться згадувати.

Немає таких секретів, що не вириваються з серця назовні.

Найважливіше — не те велике, до чого додумалися інші, а те маленьке, до чого прийшов ти сам.

Що таке самотність? Вона схожа на почуття, яке накриває тебе, коли в дощовий вечір стоїш біля гирла великої річки та довго-довго дивишся, як величезні потоки води вливаються в море.

Пам'ять зігріває людину зсередини. І в той же час рве її на частини.

Коли довго дивишся на море, починаєш сумувати за людьми, а коли довго дивишся на людей — за морем.

Якщо дивитися здалеку, що завгодно здається красивим.

Часто трапляється, що саме з дрібниці починаються найважливіші в світі речі.

Рухатися з високою ефективністю в невірному напрямі ще гірше, ніж взагалі нікуди не рухатися.

Коли тобі ні з ким поділитися самотніми думками, думки починають ділити тебе між собою.

Якщо все буде так, як тобі хочеться, то жити стане нецікаво.